# Alicja (Alicja w Krainie Czarów)
Alicja – fikcyjna postać z powieści pt. Alicja w Krainie Czarów i jej drugiej części Po drugiej stronie lustra autorstwa Charlesa Lutwidge’a Dodgsona, piszącego pod pseudonimem Lewis Carroll.
Inspiracją postaci była dziesięcioletnia córka przyjaciół Carrolla, Alice Liddell, która wraz z siostrami często słuchała jego fantastycznych opowieści. 
Pierwsze wydanie przygód Alicji (w roku 1865) opatrzone jest ilustracjami Johna Tenniela, jednak nie przedstawiają one Alice Liddell, gdyż ilustrator nigdy jej osobiście nie spotkał. 
Zwykle przedstawia się ją w błękitnej sukience do kolan z nałożonym białym fartuszkiem, chociaż w pierwszym wydaniu książki z kolorowymi ilustracjami (tzw. The Nursery "Alice") sukienka była koloru żółtego. Dziewczynka ma blond włosy przewiązane szeroką czarną opaską, która w Wielkiej Brytanii doczekała się nawet nazwy „opaska Alicji” (ang. Alice band).